# Erastria muscosa
Erastria muscosa är en fjärilsart som beskrevs av W. Warren 1914. Erastria muscosa ingår i släktet Erastria och familjen mätare. Inga underarter finns listade i Catalogue of Life.